# エリトリア解放戦線中央司令部
エリトリア解放戦線中央司令部（エリトリアかいほうせんせんちゅうおうしれいぶ、英語: Eritrean Liberation Front-Central Command,ELF-CC）はエチオピア、独立後のエリトリアの反政府組織。

## 概要
ELF-CCは、1958年に結成されたエリトリア解放戦線(ELF)からマルクス主義を信奉するメンバーが、アブダラ・イドリースを議長としてメンギスツ政権下の1982年に分離・結成した組織である。エリトリア国民同盟(ENA)の傘下にあるエリトリア解放戦線(ELF)・エリトリア解放戦線革命評議会(ELF-RC)と違い、ENAには加入していない。